# Mlatilnica
Mlatilnica (nemško Dreschmaschine, v severovzhodni Sloveniji Trešmašin) je kmetijski stroj, za mlatenje in čiščenje žit, želeni rezultat, ki ga stroj proizvede, je separacija semen ali zrnja (med žita sodijo soja, lan, oves, pšenica, rž, itd.); stranski produkt pa je slama, oziroma lupine rastlin, ki so jim odvzete vse hranilne vsebine.Mlatilnice danes niso več v uporabi njih so na Slovenskem proti koncu 20. stol. v zahodnih državah že prej zamenjali kombajni.
Bile so premične na kolesih, ali pa brez. Na začetku so jih poganjali parni stroji, kasneje dizelski motorji, elektromotorji, in proti koncu traktorji.

## Zgodovina
- Leta 1786 je škotski strojni inžiner Andrew Meikle zgradil prvo uporabno mlatilnico.
- Leta 1797 je župnik Benjamin Georg Peßler blizu Braunschweiga izumil mehanično mlatilnico.
- Leta 1834 sta ameriška brata Pit, zgradila mlatilnico pri kateri je prvič združeno mlatenje in čiščenje zrnja.

Z mlatilnicami je kmetom uspelo končati mlatitev v par dnevih, prej so mlatili na podih (gümlah) s cepci, kar je trajalo več tednov. Od vsega začetka je bil velik problem kako doseči dovolj veliko hitrost, saj je bilo potrebno več kot 1000 vrtljajev, da bi bil učinek mlatenja velik. Prvotno so mlatili na ročni pogon, potem na gepl s konji ali pa govedom, šele kasneje s parnimi stroji, dizelskimi in elektromotorji in nazadnje s traktorji.